# Амбруаз Марі Франсуа Жозеф Палізо де Бовуа
Амбруаз Марі Франсуа Жозеф Палізо де Бовуа (фр. Ambroise Marie François Joseph Palisot de Beauvois, 27 липня 1752 — 21 січня 1820) — французький ботанік, міколог та натураліст.

## Біографія
Амбруаз Марі Франсуа Жозеф Палізо де Бовуа народився у місті Аррас 27 липня 1752 року.
У 1786 році Амбруаз Марі Франсуа Жозеф Палізо де Бовуа перебував у дослідницькій поїздці, під час якої він відвідав Африку. Під час цієї поїздки він дослідив кілька невідомих регіонів Беніну та відіслав велику колекцію комах та рослин у Париж. Також він досліджував рослинність Гаїті та Сполучених Штатів Америки.
Амбруаз Марі Франсуа Жозеф Палізо де Бовуа помер у Парижі 21 січня 1820 року.

## Наукова діяльність
Амбруаз Марі Франсуа Жозеф Палізо де Бовуа спеціалізувався на папоротеподібних, мохоподібних, водоростях, насіннєвих рослинах та на мікології.

## Окремі наукові праці
- Flore d'Oware et de Benin (1804—1821, deux volumes, 120 planches).
- Insectes recueillis en Afrique et en Amérique (1805—1821, 90 planches).
- Prodrome des cinquième et sixième familles de l'Æthéogamie, les mousses, les lycopodes (1805).
- Essai d'une nouvelle agrostographie (1812).
- Muscologie ou traité sur les mousses (1822).